# NOW 19
Now (That's What I Call Music 19) er et dansk opsamlingsalbum udgivet 19. november 2007 i kompilation-serien NOW Music. Det er den første udgivelse i serien efter et års pause til fordel for NOW Hot Hits & Cool Tracks-serien.

## Spor
1. Private: "My Secret Lover"
2. TV2: "Randers Station"
3. Amy Winehouse: "Tears Dry on Their Own"
4. Maroon 5: "Wake Up Call"
5. Sugababes: "About You Now"
6. Sean Kingston: "Beautiful Girls"
7. Jamie Scott & The Town: "When Will I See Your Face Again"
8. Justin Timberlake: "Summerlove"
9. Beth Hart: "Over You"
10. Magtens Korridorer: "Pandora"
11. Nik & Jay: "Op På Hesten"
12. Nelly Furtado feat. Juanes: "Te Busqué"
13. Akon: "Sorry, Blame It on Me"
14. Bryan Rice: "Good News"
15. Anna David: "Chill"
16. Kate Nash: "Foundations"
17. KNA Connected: "Jeg Er Din Radio"
18. The Fray: "Over My Head"
19. Kleerup feat. Robyn: "With Every Heartbeat"
20. Alphabeat: "Fantastic 6"